# Хэппи Хоган
Гарольд Джозеф «Хэппи» Хоган (англ. Harold Joseph «Happy» Hogan), более известен как Хэппи Хоган (англ. Happy Hogan) — персонаж комиксов о Железном человеке, выпускаемых издательством «Marvel Comics».

## Биография
Хэппи — бывший боксёр, покончивший с боксом из-за череды проигранных боёв и устроившийся на работу к Тони Старку, ставшему ему близким другом после того, как Хоган спас Старку жизнь. Впервые появился в 45-м выпуске комикса «Tales of Suspense» в сентябре 1963 года. Спустя некоторое время в 70-м выпуске комикса «Tales of Suspense», вышедшем в октябре 1965 года, Хэппи узнаёт о том, что Тони и есть Железный человек.

## Вне комиксов

### Телевидение
- Хэппи Хоган, озвученный Полом Соулзом, появляется наравне с другими персонажами комиксов о Железном человеке в посвящённых Тони Старку эпизодах мультипликационного сериала «Супергерои Marvel», выходившего в 1966 году.
- В мультипликационном сериале «Железный человек: Приключения в броне» Хэппи Хоган показан высоким, мускулистым, чересчур возбудимым и довольно тупым спортсменом-баскетболистом. В оригинальной англоязычной озвучке Хоган говорит голосом канадского актёра Алистера Эйбелла.

### Кино

#### Кинематографическая вселенная Marvel

Хэппи Хоган в фильме «Железный человек 2».

- В трилогии о Железном человеке Хэппи Хогана играет Джон Фавро, одновременно являющийся режиссёром первых двух фильмов этой серии. По сюжету Хэппи Хоган — телохранитель, личный шофёр и друг Тони Старка, а позже — начальник охраны Stark Industries.

- Джон Фавро вернулся к роли Хогана в фильме «Человек-паук: Возвращение домой», где стал куратором юного супергероя Человека-паука.

- Хэппи появляется в удалённой сцене Войны бесконечности[2]. Он приходит во время сцены, где Тони Старк и Пеппер Поттс идут по Центральному парку и обсуждают брак и детей.
- Джон Фавро повторил роль Хэппи в фильме «Мстители: Финал». Он присутствовал в конце, на похоронах Тони.

- Хэппи возвращается в фильме «Человек-паук: Вдали от дома». Как и в предыдущей части он выступает куратором и наставником Питера, а также у него начался роман с Мэй Паркер.